# Ciepielów (gemeente)
De gemeente Ciepielów is een landgemeente in het Poolse woiwodschap Mazovië, in powiat Lipski.
De zetel van de gemeente is in Ciepielów.
Op 30 juni 2004 telde de gemeente 5833 inwoners.
De gemeente omvat 27 sołectw.

## Oppervlakte gegevens
In 2002 bedroeg de totale oppervlakte van gemeente Ciepielów 135,3 km², waarvan:
- agrarisch gebied: 76%
- bossen: 17%

De gemeente beslaat 18,1% van de totale oppervlakte van de powiat.

## Demografie
Stand op 30 juni 2004:
| Omschrijving                   | Totaal | Totaal | Vrouwen | Vrouwen | Mannen | Mannen |
| ------------------------------ | ------ | ------ | ------- | ------- | ------ | ------ |
| eenheid                        | aantal | %      | aantal  | %       | aantal | %      |
| inwoners                       | 5833   | 100    | 2874    | 49,3    | 2959   | 50,7   |
| bevolkingsdichtheid (inw./km²) | 43,1   | 43,1   | 21,2    | 21,2    | 21,9   | 21,9   |

In 2002 bedroeg het gemiddelde inkomen per inwoner 1385,63 zł.

## Administratieve plaatsen (sołectwo)
Antoniów-Czerwona, Anusin, Bąkowa, Bielany-Pasieki, Borowiec, Chotyze, Ciepielów, Ciepielów-Kolonia, Dąbrowa, Drezno, Gardzienice-Kolonia, Kałków, Kochanów-Sajdy, Kunegundów-Czarnolas, Łaziska, Marianki, Nowy Kawęczyn, Pcin, Podgórze, Podolany, Ranachów B, Rekówka, Stare Gardzienice, Stary Ciepielów, Świesielice, Wielgie, Wólka Dąbrowska.

## Aangrenzende gemeenten
Chotcza, Iłża, Kazanów, Lipsko, Rzeczniów, Sienno, Zwoleń